# Uppståndelsefontänen

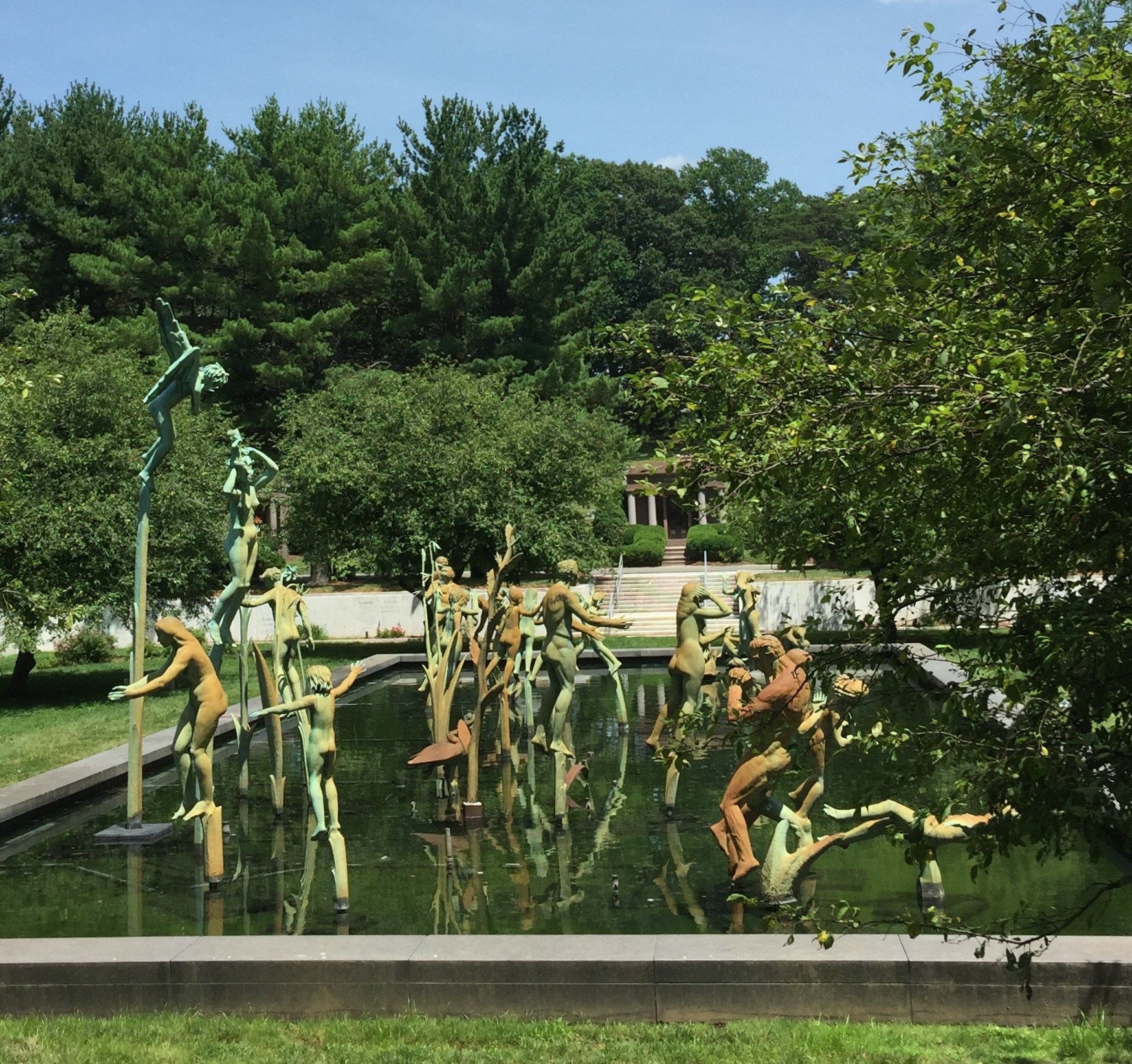
Överblicksbild tagen 2016

Uppståndelsefontänen eller Trons fontän (engelska: Fountain of Faith) är en skulpturgrupp av Carl Milles. Verket är uppsatt på begravningsplatsen National Memorial Park i Falls Church i delstaten Virginia i USA och invigdes 1952. Tillsammans med Fredsmonumentet och Flodernas möte i Saint Louis, var Uppståndelsefontänen ett av Milles större uppdrag under hans tid i USA.

## Historia
Fontänen invigdes söndagen 19 oktober 1952 efter tolv års arbete och hade en budget på 250 000 $. Invigningsceremonin, som arrangerades av Virginias konstmuseum(en), samlade 12 000 besökare och hade anföranden från Carl Milles själv, kyrkogårdens skapare Robert Marlowe och den svenska ambassadören Erik Boheman. Operasångerskan Helga Görlin uppträdde också tillsammans med National Symphony Orchestra.
Intresset för fontänen bland amerikanerna svalnade med tiden och efter att kyrkogården såldes till Service Corporation International(en) i början av 1990-talet hade fontänen låtits förfalla till en punkt där bronsfigurerna började bli missfärgade av rost. Fontänens misskötsel uppmärksammandes av den svensk amerikanska konsthistorikern Elvy Setterqvist O'Brian, som även involverade den dåvarande svenska ambassadören Jan Eliasson. I en intervju 2001 sa den nuvarande kyrkogårdsförvaltningen att fontänen börja fungera igen inom kort och hoppades att de på sikt kunna återställa fontänen till sin fulla prakt, men att det skulle bli mycket dyrt.

## Figurer och tolkningar
Fontänen består av 38 skulpturer i en stor bassäng och visar människors återförening med nära och kära efter döden. Detta ämne låg Milles varmt om hjärtat då han ofta pratade om gemenskap i jordelivet och som fortsatte i andra världar.
Samtliga figurer är skapade efter personer han själv lärt känna under livet, däribland en kvinna som återförenas med sitt barn, troligen inspirerad av Milles egen mor som gick bort när han var fyra år och hans yngre bror Stig Milles föddes; ett par som återförenas efter döden som troligen inspirerades av hans hustru Olga Milles samt en eremit som inspirerats av en tidigare professor Milles stött på under sina studier i Auvergne i Frankrike.

## Relaterade verk
Enligt Carl Milles själv var detta hans mest förnäma arbete. Några av skisserna till skulpturer som inte kom med i Uppståndelsefontänen färdigställdes postumt 2008 som statyn Till en annan värld.
I National Memorial Park finns även en kopia av Solsångaren.

## Bildgalleri

Skulpturer i fontänen 2016
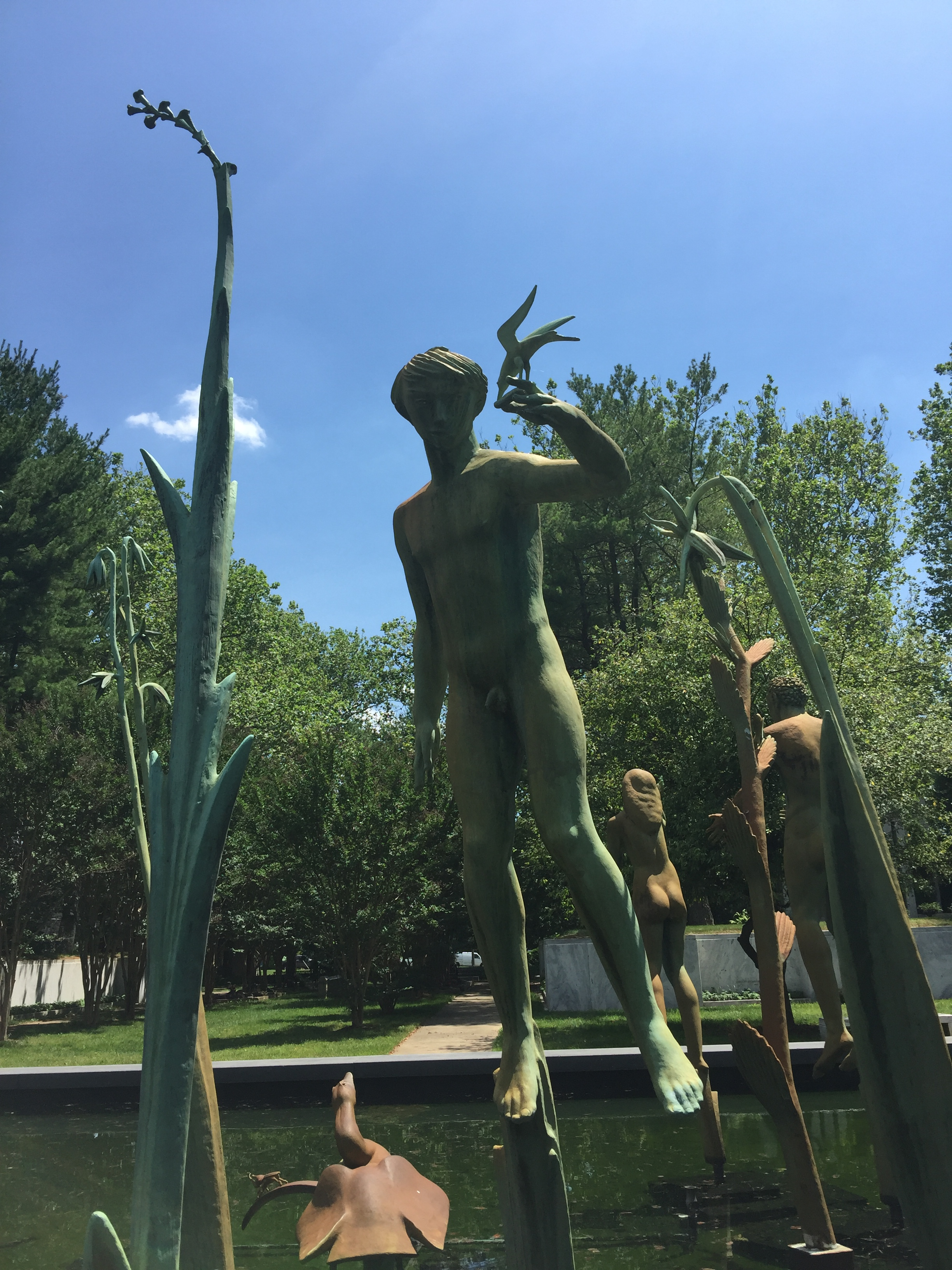
Skulpturdetalj